# Ron Stitfall
Ronald Frederick "Ron" Stitfall (14. december 1925 - 22. juni 2008) var en walisisk fodboldspiller (forsvarer) fra Cardiff.
Stitfall tilbragte hele sin aktive karriere, fra 1947 til 1963, hos Cardiff City F.C. i sin hjemby. Han nåede at spille over 400 ligakampe for klubben, der i perioden flere gange var at finde i den bedste engelske række.
Stitfall spillede desuden to kampe for det walisiske landshold. Den første var et opgør mod England 12. november 1952, den anden en VM-kvalifikationskamp mod Tjekkoslovakiet 1. maj 1957.